# Velké doly
Velké doly jsou přírodní rezervace poblíž měst Třinec v okrese Frýdek-Místek a Český Těšín v okrese Karviná. Důvodem ochrany jsou přirozené lipové dubohabřiny s výskytem chráněných druhů rostlin.